# Carbono orgânico total
O Carbono Orgânico Total (COT em português ou TOC em inglês) é uma análise que foi introduzida na farmacopeia americana no final dos anos 90 para facilitar o controle e monitoramento de águas de uso farmacêutico. No Brasil foi introduzido na farmacopeia Brasileira - Resolução da diretoria colegiada - RDC Nº. 49, DE 23 DE NOVEMBRO DE 2010. A determinação do carbono orgânico total (COT) é um método sensível e inespecífico de quantificar os átomos de carbono ligados por covalência em moléculas orgânicas presentes em uma amostra de água. A análise é utilizada para identificar a contaminação da água por impurezas orgânicas e auxiliar no controle dos processos de purificação e distribuição. 
O controle da contaminação da água é crucial, uma vez que a água tem grande capacidade de agregar compostos diversos e, também, de se contaminar novamente após a purificação. Os contaminantes da água são representados por dois grandes grupos: químico e microbiológico. Os contaminantes químicos orgânicos e inorgânicos têm origens diversas, esses contaminantes podem ser avaliados, principalmente, pelos ensaios de carbono orgânico total – COT/TOC (contaminantes orgânicos) e de condutividade (contaminantes Inorgânicos). Os contaminantes microbiológicos são avaliados por contagem de bactérias e identificação dos contaminantes mais frequentes (gram negativos) e por particulados oriundos da ultrapurificação que são as endotoxinas (RDC nº 609, de 9 de março de 2022)

## Qualidade das águas de uso farmacêutico
Segundo a farmacopeia Brasileira as  águas de uso farmacêutico são utilizadas para síntese de fármacos, formulação e produção de medicamentos; em laboratórios de ensaios; diagnósticos e demais aplicações, relacionadas à área da saúde, inclusive como principal componente na limpeza de utensílios, equipamentos e sistemas,  farmácias de manipulação, etc.  e é de importância fundamental para a produção de medicamentos e consequentemente para a saúde da população. 
Uma das maiores dificuldades encontradas pelos usuários desse tipo de água é exatamente determinar a sua qualidade. O monitoramento das água de uso farmacêutico deve abranger todos os pontos críticos e representativos do sistema continuamente. O monitoramento da qualidade da água deve ser realizado por meio de análises físico-químicas (COT e Condutividade) e microbiológicas. A análise de TOC também é aplicável em Validação de Limpeza, usada em conjunto com outros métodos, para testar resíduos de produtos fabricados anteriormente, detergentes químicos, solventes dos produtos, degradantes e contaminantes microbiológicos.
Os equipamentos utilizados nas indústrias farmacêuticas devem atender aos requisitos exigidos na RESOLUÇÃO Nº 658 DE 2022. A análise de TOC faz parte Resolução de Diretoria Colegiada - RDC nº 298, de 12 de agosto de 2019.
Equipamentos para análise COT / TOC
Os equipamentos consistem de um injetor de amostra, reator para decompor / oxidar a amostra e sensores de condutividade. O equipamento realiza a leitura inicial de condutividade da amostra, logo após realiza a oxidação das moléculas orgânicas e novamente leitura da condutividade. O valor de TOC se dá pelo diferencial da leitura de condutividade inicial e leitura da condutividade final. Existem técnicas que "quantificam" carbono inorgânico (não qualitativa), apesar das farmacopeias descreverem sobre esse assunto,  no mesmo parágrafo a farmacopeia endossa que, esse carbono está presente em quantidades insignificantes em  águas para uso farmacêutico, o Carbono inorgânico não é parâmetro para monitoramento de águas de uso farmacêutico.
Os equipamentos utilizam  a  reação  de  oxidação  (quebra das ligações entre os átomos de carbono ligados por covalência em moléculas orgânicas)  de  compostos  orgânicos  formando  assim moléculas  de  CO² + H₂O. Há vários métodos apropriados para a análise do TOC e as determinações podem ocorrer no sistema de tratamento de água (análise em tempo real) ou no laboratório.
Os métodos utilizados pelos fabricantes em geral basicamente se resumem a:
Oxidação = Oxidação completa das moléculas orgânicas formando dióxido de carbono + água:
• Oxidação fotocatalítica;
• Oxidação por agente químico;
• Oxidação por combustão.
Quantificação = A quantificação do dióxido de carbono é realizada pelas seguintes técnicas :
• Infravermelho não dispersivo (non-dispersive infrared – ndir);
• Diferencial de condutividade.
O analisador de carbono orgânico total realiza a concentração final de CO², sua concentração na amostra pode ser expressa em:
• mg/L C – Partes por milhão ( ppm C);
• µg/L C – Partes por bilhão ( ppb C).

### Avaliando Uso Pretendido e Exatidão equipamentos para análise COT / TOC
Por determinação da farmacopeia Brasileira 6ª Ed. todos os analisadores de TOC devem possuir limite de detecção igual ou inferior a 0,050 mg de carbono por litro (0,05 ppm ou 500 ppb) . A conformidade do sistema é verificada, periodicamente, por meio de uma solução preparada com uma substância de difícil oxidação (anel benzênico não aromático formado por duplas ligações) e uma substância de fácil oxidação ( substância formada por ligações simples), conforme farmacopeias globais.
De acordo com a RDC Nº 658 / 2022 os equipamentos devem possuir software que mantenha a integridade de dados, desta forma o software deve estar de acordo com  CFR 21 Part 11 que é a parte do Título 21 do Código de Regulamentos Federais Norte-Americano que estabelece a regulamentação da Administração de Medicamentos dos Estados Unidos (FDA) sobre registros eletrônicos. Sendo assim, o software do equipamento deve ter Controle de conta do usuário; níveis de usuário; relatório trilha de auditoria; exportação segura de arquivos e etc.

### Conclusões
As águas de uso farmacêutico são: água potável, água purificada, água para injetáveis e água ultrapurificada e devem ser distinguidas através dos parâmetros exigidos pelas farmacopeias globais de acordo com o uso pretendido e ou aplicação. Os parâmetros estabelecidos na legislação e nas monografias específicas de cada tipo de água devem ser monitoradas em tempo real e nos pontos de uso. A água utilizada na produção de medicamentos deve apresentar resultados de TOC inferior a 500 ppbC.
A análise de COT ou TOC é de importância fundamental para a produção de medicamentos, pois compostos orgânicos e inorgânicos solubilizados em águas utilizadas na fabricação de medicamentos podem interagir com moléculas de princípios ativos (fármacos) e por exemplo, inativá-los, resultando na ineficácia do medicamento e resposta terapêutica ineficaz ao tratamento médico. Os equipamentos destinados a análise de COT ou TOC devem ser calibrados e desafiados por substâncias de fácil e difícil oxidação com valor nominal conhecido.  